# Maesa kanjilalii
Maesa kanjilalii är en viveväxtart som beskrevs av N.C. Majumdar och G.S. Giri. Maesa kanjilalii ingår i släktet Maesa och familjen viveväxter. Inga underarter finns listade i Catalogue of Life.